# Hymn
Hymn: Largo cantabile, S. 84/1, de vegades també anomenat Largo cantabile: Hymn i sovint escurçat com Hymn, és una composició del compositor estatunidenc Charles Ives escrita l'any 1904. Agrupat a la suite A Set of Three Short Pieces, es publica i es representa habitualment com una obra independent.

## Fons
L’himne va ser concebut per primera vegada com un moviment d'un quartet de corda conegut comunament com el Pre-Second String Quartet. Aquesta peça es va extreure posteriorment dels compassos 7 al 32 del primer moviment del quartet, que posteriorment va ser descartat. Segons les inscripcions d'Ives als primers manuscrits, va ser escrit a Morristown, Nova Jersey, l'agost de 1904. Es va interpretar de manera privada i "per diversió" ja el desembre de 1904, però no es va estrenar formalment al voltant del moment de la composició.
Ives va decidir incloure l’Hymn a la seva suite A Set of Three Short Pieces, que estava feta amb material que va compondre entre 1903 i 1908. Hi ha moltes especulacions sobre quan es van agrupar les peces: les fonts varien entre 1914 i 1935. També es desconeix la data de la primera actuació. La correspondència entre Ives i Arthur Cohn el 27 de juliol de 1935 indica que probablement les tres peces estaven pensades per a ser interpretades amb Halloween. Una altra possible primera interpretació de l'Hymn la va fer Bernard Herrmann, quan va escriure a Ives el 26 d'octubre de 1937 que "d'aquí a dues setmanes, crec que podré fer les teves Two Pieces for Strings, the Largo (Hymn)". i Halloween en un programa de divendres, però segur que us escriuré quan ho sàpiga definitivament".
La primera actuació documentada de la peça va tenir lloc a l'Auditori Crouse, en la Universitat de Syracuse, a Siracusa, Nova York, el 8 de febrer de 1965. El concert, patrocinat per l'Escola de Música de Siracusa, va ser donat per un conjunt de cambres estudiantils. Una segona actuació també va tenir lloc l'1 de desembre de 1966, en Carnegie Recital Hall, a la ciutat de Nova York. La peça va ser realitzada pels jugadors de la cambra de Hartt, un petit conjunt compost pels violinistes Abraham Mishkind i Elaine Mishkind, la viola Louise Schulman, la cellista Judith Glyde, el doble baixista Bertram Turetzky i el pianista Charles Gigliotti. El programa en aquesta ocasió va anunciar que era la "primera actuació de conjunt complet en qualsevol lloc".
Va ser publicada més de mig segle després, el 1966, per Peermusic. De totes les peces que componen el Conjunt, aquesta és l'única peça que està disponible individualment.